# Alan Parsons
Alan Parsons (London, 1948. december 20. –) angol hangmérnök, producer, szerző, gitáros, billentyűs, énekes. A Pink Floyd stábjának tagjaként (hangmérnök) és a The Alan Parsons Project nevű progresszívrock-zenekar névadójaként vált ismertté.

## Pályafutása
Az 1960-as évek végétől hangmérnökként dolgozott. Hozzájárult például zenetörténeti jelentőségű Beatles-lemezek (Abbey Road, Let It Be), valamint a Wings-lemezek hangzásához vagy Rick Wakeman lemezeihez és nem utolsósorban a Pink Floyd zenei hangzásához és rendezéséhez. Alannek volt így ideje belekóstolni az alternatív zenei világba, ami meg is adta a kezdőlökést az együttes megalapításához. Andrew Powell, Eric Woolfson és Alan Parson triója, az Alan Parson's Project az 1990-es évekig szinte minden évben kiadott egy lemezt.
Az APP kezdeti működése (az első 4-5 lemez) a progresszívrock-vonulathoz kapcsolódik, és az albumok többsége konceptlemez: pl. Edgar Allan Poe vagy Isaac Asimov munkásságának egy részét dolgozza fel, avagy a szerencsejátékok világába tekint. A nyolcvanas évek végére az együttes hangvétele zeneileg könnyedebb, poposabb lett, beleilleszkedve a korszak szintetizátoros pop-rock, soft-rock hangulatába. Igaz, hogy ez már tulajdonképpen egy másik együttes volt: ugyanis a zenekar két legfontosabb eleme, Parsons és Woolfson egyre kevésbé tudott a stúdióban együtt dolgozni, koncepcionális különbségek miatt: Parsons hagyományosabb rockzenekart és rockalbumokat akart, Woolfson pedig nagyívű, intellektuálisabb, musicalszerű munkákat. A viták a lemezeken is éreztették hatásukat: nem egy közülük csúfos bukás volt a kiadó számára anyagi szempontból, és legsikeresebb munkájuk, a progkorszak vége felé készített The Eye in the Sky c. album sikerét soha nem voltak képesek már megismételni. A Freudiana munkacímű albumot már nem tudták együtt elkészíteni, hivatalosan bejelentették, hogy az APP feloszlik. Furcsamód azonban ettől kezdve többet léptek fel együtt élőben, különböző neveken, mint pl. The Alan Parsons Live Projekt A tagok szólókarrier keretében adják ki újabb és újabb lemezeiket.

## Nagylemezek
- Tales Of Mystery & Imagination (1976)
- I Robot (1977)
- Pyramid (1978)
- Eve (1979)
- The Turn Of A Friendly Card (1980)
- Eye In The Sky (1982)
- Best Of (1983)
- Ammonia Avenue (1984)
- Vulture Culture (1985)
- Stereotomy (1985)
- Gaudi (1987)
- Limelight: The Best Of Vol. 2. (1988)
- The Instrumental Works (1988)
- Try Anything Once (1993)
- On Air (1996)
- Master Hits (1999)
- A Valid Path (2004)
- The Secret (2019)